# Orange (Vaucluse)
Orange (oks. Aurenja) – miasto na południu Francji, w departamencie Vaucluse (region Prowansja-Alpy-Lazurowe Wybrzeże), położone w dolinie Rodanu, na północ od Awinionu, ok. 90 km od Morza Śródziemnego.
Według danych na rok 2008 gminę zamieszkiwało 29 527 osób, a gęstość zaludnienia wynosiła 363 osoby/km² (wśród 963 gmin regionu Prowansja-Alpy-W. Lazurowe Orange plasuje się na 26. miejscu pod względem liczby ludności, natomiast pod względem powierzchni na miejscu 71.).
Umiejscowione w Orange, a zbudowane między 10 a 25 rokiem n.e., rzymski teatr, łuk triumfalny Tyberiusza (zbudowany w 27 roku na pamiątkę zwycięstwa nad Galami) i otaczająca zabudowa zostały w 1981 wpisane na listę światowego dziedzictwa UNESCO. Miasto znane było w czasach rzymskich pod nazwą Colonia Julia Firma Secundanorum Arausio.
W 529 r. odbył się tu ważny dla historii dogmatu o łasce II synod w Orange (Concilium Arausicanum). Synod ten skrytykował poglądy semipelagian odwołując się do nauczania św. Augustyna z Hippony.
Od nazwy miasta przyjęło swą nazwę Księstwo Oranii, z którego wywodzą się przedstawiciele sprawującej władze w Holandii Dynastii Orańskiej.
Pomiędzy 6 a 26 lipca 1794 roku w Orange zostały zgilotynowane 32 siostry zakonne, które odmówiły złożenia przysięgi na konstytucję cywilną uchwaloną przez Konstytuantę. Ich męczeńską śmierć Kościół katolicki wspomina w dniu 16 lipca.
W mieście znajduje się stacja kolejowa Gare d'Orange.

## Populacja

Populacja Orange w latach 1962–2008

## Galeria

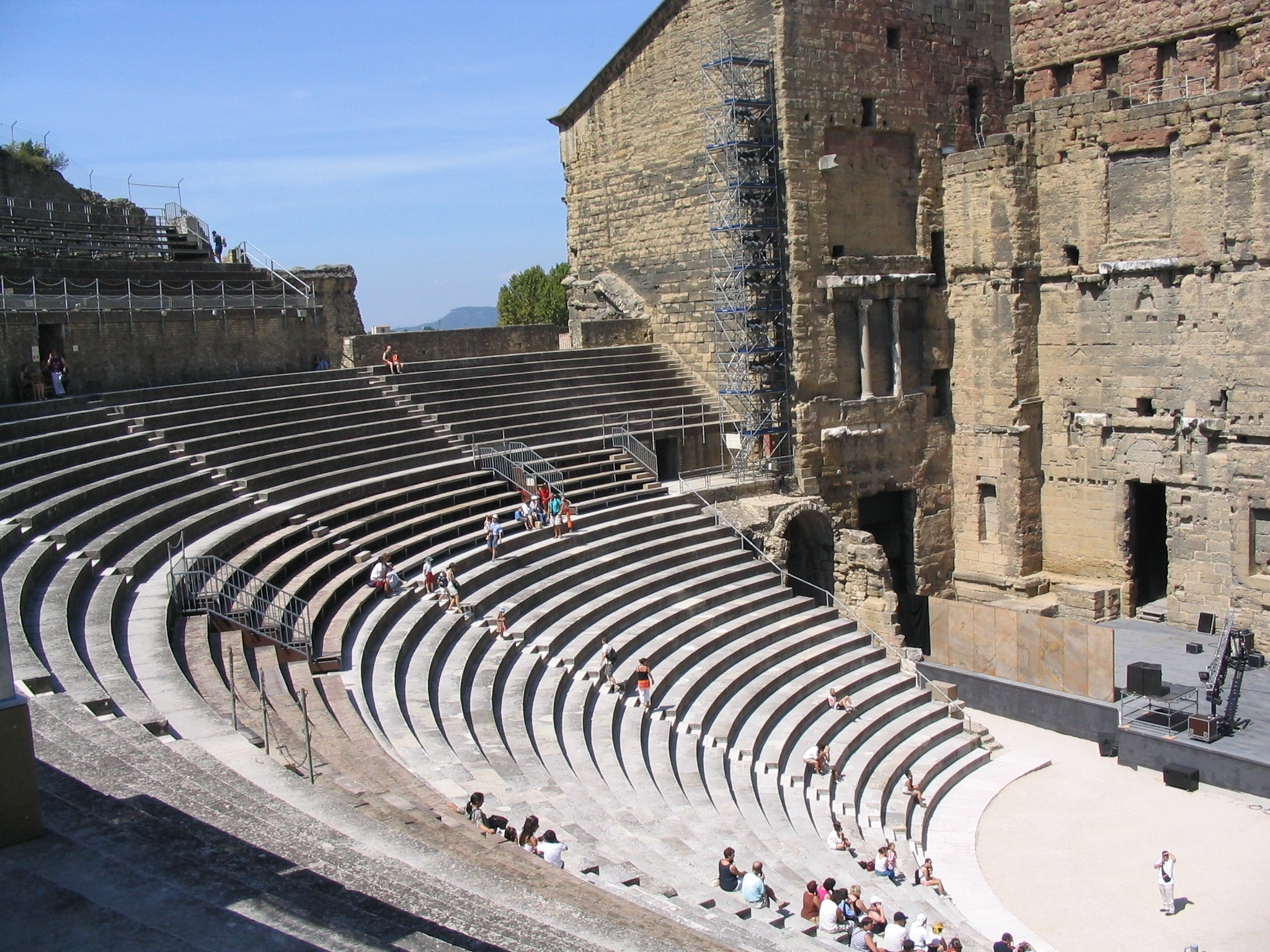
Rzymski teatr w Orange (2003)
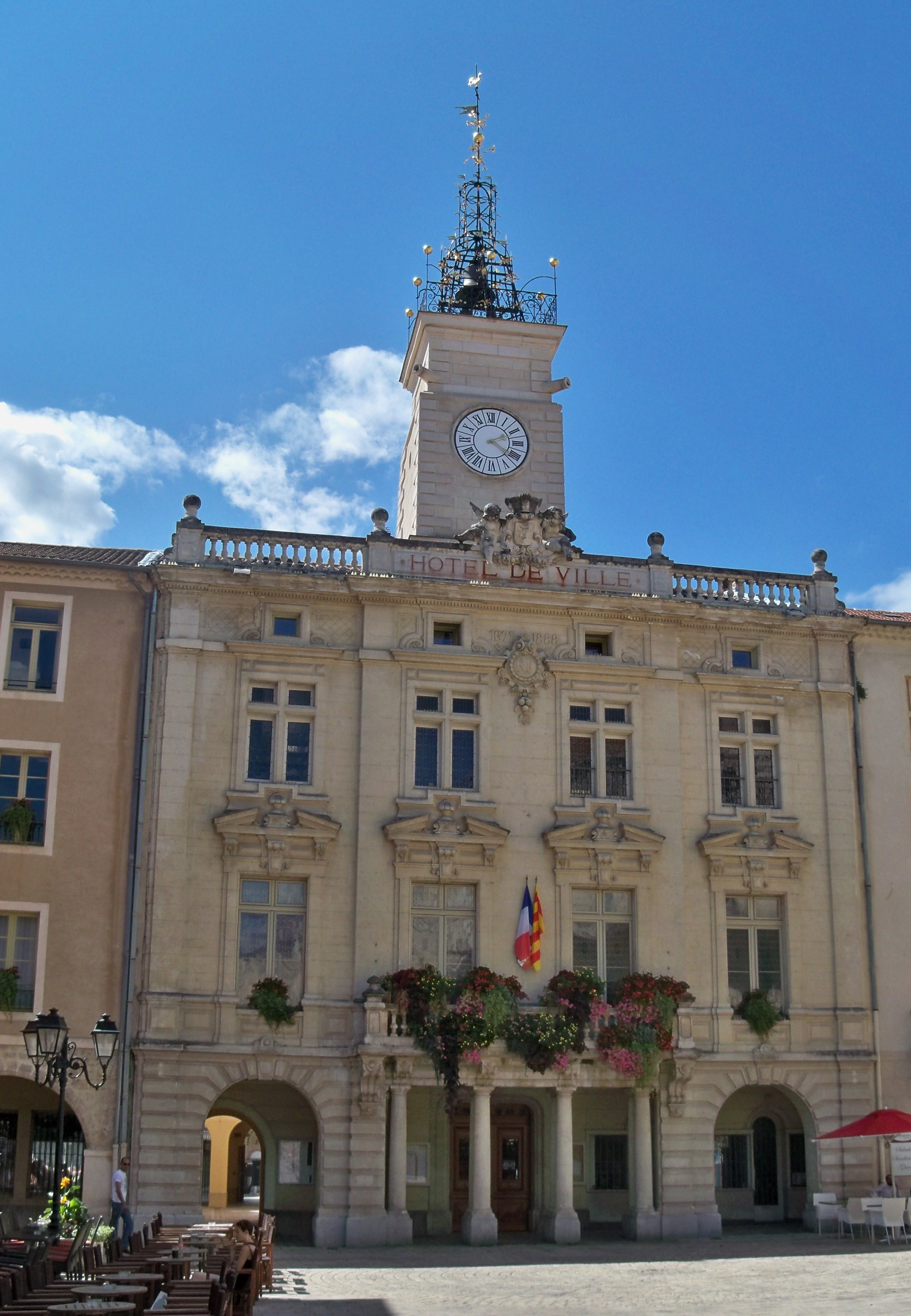
Ratusz (2010)
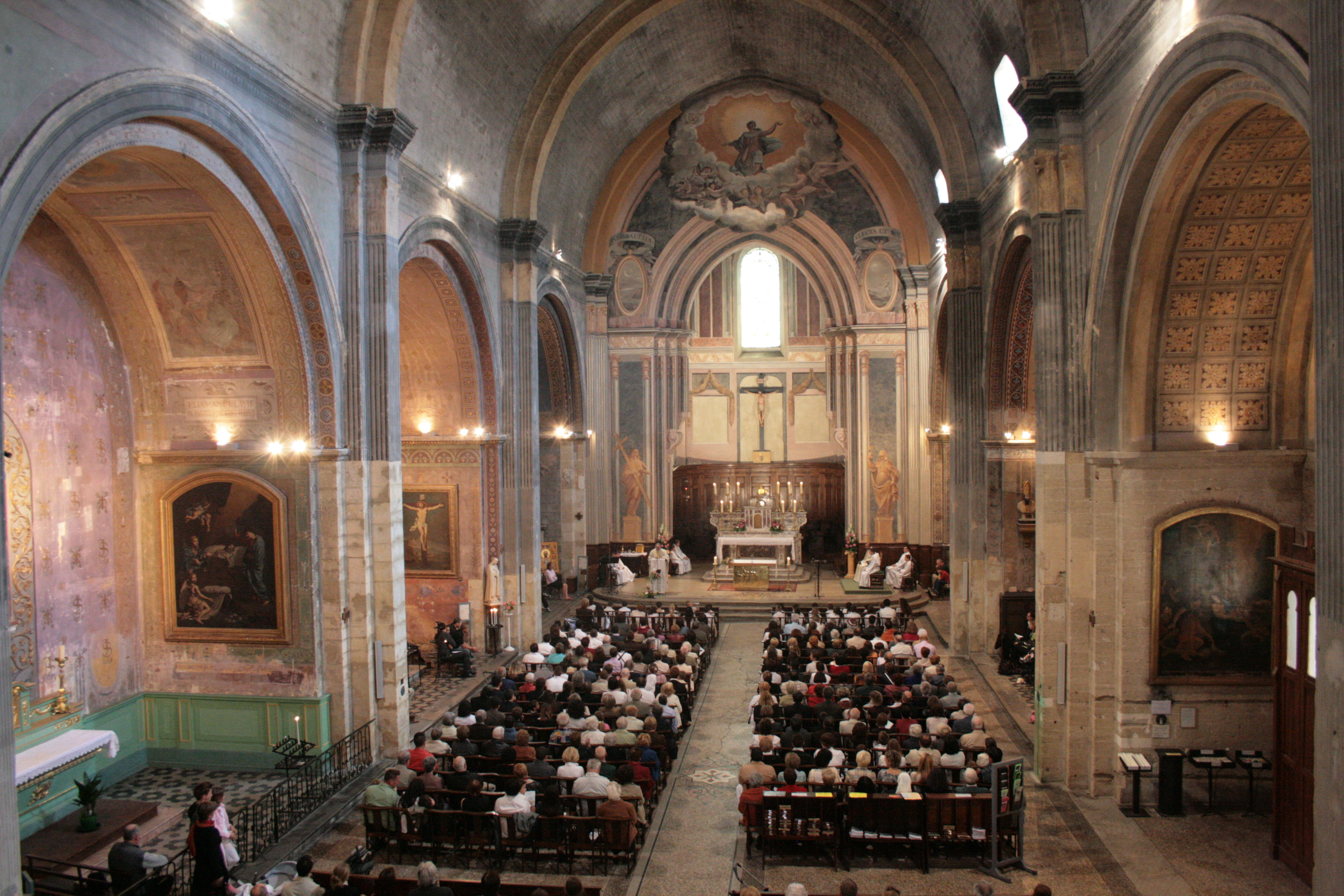
Katedra Matki Bożej z Nazaretu z 1208 roku (2008)

## Współpraca
Miejscowości partnerskie:
- Breda, Niderlandy
- Byblos, Liban
- Diest, Belgia
- Dillenburg, Niemcy
- Jarosław, Polska
- Kielce, Polska
- Rastatt, Niemcy
- Spoleto, Włochy
- Vélez-Rubio, Hiszpania
- Vyškov, Czechy
- Weifang, Chiny